# Cristian Ionescu
Cristian Mihai Ionescu (n. 1 martie 1978, București) este un fost fotbalist român. A debutat în Liga 1 în meciul Rapid București - Gloria Bistrița 3-1 pe 24.09.2004.

## Titluri
- Sheriff Tiraspol:
  - Divizia Națională: 2005-2006
  - Cupa Moldovei: 2006
  - Supercupa Moldovei: 2005
- FC Brașov:
  - Liga II: 2007-2008